# Sébastien Martel
Sébastien Martel (también conocido como Seb Martel o Sebmartel, c. 1975) es un guitarrista francés. Toca varios estilos, como jazz, rock, música afroamericana y música antillana. También es acompañante en espectáculos teatrales y festivales.

## Biografía
Martel es el guitarrista de varios artistas como -M-, Alain Chamfort y Albin de la Simone y ha colaborado con Helena Noguerra (en el álbum Fraise Vanille), Camille para sus primeras canciones en particular, Femi Kuti, Piers Faccini, Enrico Macias, Morcheeba, Julien Lourau, Magic Malik, Bumcello o Sinclair.
Sébastien Martel publicó su primer álbum en solitario en 2003: Ragalet, una contracción de Rag (en referencia al estilo de la música ragtime) y galette (en homenaje a los pasteles de su abuela). En este álbum participaron Franck Monnet, Camille, Cyril Atef, Vincent Ségal (Bumcello) y -M-. Al mismo tiempo, es miembro del grupo «Las Ondas Marteles», un grupo de música latinoamericana con su hermano Nicolás y la contrabajista Sarah Murcia. También formó parte del grupo «Vercoquin», con Thierry Stremler. En numerosas ocasiones ha colaborado con el saxofonista Julien Lourau, especialmente en el Olympic Gramofon y el Julien Lourau Groove Gang.
En 2006, publicó su segundo álbum en solitario, Coitry? (bajo el nombre de Sebmartel) con la participación de Vincent Segal, Cyril Atef et M, Fred Poulet, Piers Faccini, Hervé Salters o Vic Moan. En 2009, hizo un dúo con Camille durante algunos conciertos en el marco del Festival Fragile en el teatro Bouffes du Nord de París en julio. Ese mismo año, produjo el segundo álbum de Saule, Western, que incluía un dúo con Dominique A. En 2011, colaboró con el director Jean-Michel Rabeux y se subió al escenario para orquestar el espectáculo La Nuit des rois, una comedia de William Shakespeare. La obra, adaptada y dirigida de forma muy «rock'n roll» por Jean-Michel Rabeux, se presentó hasta el 3 de abril de 2011 en el MC93 de Bobigny.
En 2013, participó en el espectáculo Struggle inspirado en Woody Guthrie, con Dorothée Munyaneza y Catman, y en 2014, en el espectáculo teatral y musical Sur la route, en torno a la Generación Beat, en el que volvió a interpretar la música de Woody Guthrie, con Jil Caplan y Philippe Calvario (Maison de la poésie del Festival de Aviñón 2014). Durante el mismo festival participó en un programa de Sujets à vif, como músico, pero también y sobre todo como bailarín, con su guitarra como accesorio, en la representación de Tapis rouge, de y con Nadia Beugré, y después, a finales del mismo año, en la obra Samedi détente, de Dorothée Munyaneza, dedicada al genocidio ruandés de 1994.